# Enaliarctidae
De Enaliarctidae is de naam voor een niet meer erkende familie van uitgestorven zoogdieren, die leefde in het Vroeg-Mioceen, zo'n 23 miljoen jaar geleden.
Deze groep zou ontstaan zijn uit een marterachtige voorouder, en omvatte de eerste oorrobben (Otariidae) en de voorouders van de hedendaagse zeeleeuwen, walrussen en pelsrobben.